# Nekonečná kombinatorika
Nekonečná kombinatorika studuje kombinatorické vlastnosti nekonečných množin. Významnou roli v ní hrají kardinální čísla a jejich vlastnosti.